# Суперспринт
Суперспринт (англ.  super sprint — бег на очень короткие дистанции) — вид биатлонной гонки, которая состоит из двух самостоятельных стартов проводящихся за один день: «Суперспринт — квалификация» и «Суперспринт — финал». 
Это один из самых молодых видов биатлонных состязаний. Суперспринт не входил в календарь крупных международных соревнований (таких как Кубок мира). Запланированный в 2021 году дебют на Кубке мира не состоялся в связи с радикальным изменением правил накануне сезона (увеличение дистанции в 1,5 раза и отмена дополнительного патрона), что повлекло необходимость обкатать сначала новый формат на соревнованиях более низкого уровня. На Кубке IBU дисциплина дебютировала в марте 2018 года в Ханты-Мансийске, а также соревнования проводятся в рамках локальных состязаний (таких как Чемпионат России по биатлону). Дебют дисциплины суперспринт в рамках Чемпионата России состоялся 18 марта 2007 года в Новосибирске.
Правила суперспринта определены Международным союзом биатлонистов. Однако на практике они могут видоизменяться.
В октябре 2023 года IBU объявил об исключении суперспринта из программы соревнований. 

## Правила

### Суперспринт — квалификация
Квалификация основана на дисциплине  Спринт:
- Длина дистанции: 4,5 км (3 круга по 1,5 км); (одинаковая для мужчин и женщин и всех возрастных категорий)
- Биатлонисты стартуют через каждые 15 секунд;
- 2 огневых рубежа (по 5 мишеней) из положений: лёжа, стоя. 3 круг — финиш;
- Наказание за каждый промах - штрафной круг 75 метров;.
- 30 лучших выходят в Финал.

### Суперспринт — финал
Спустя 1-2 часа с момента старта квалификации начинается финальная часть соревнований, которая основана на дисциплине  Масс-старт:
- Длина дистанции: 7,5 км (5 кругов по 1,5 км);
- 30 биатлонистов уходят в гонку с масс-старта;
- 4 огневых рубежа из положений: лёжа, лёжа, стоя, стоя. 5 круг — финиш;
- Наказание за каждый промах - штрафной круг 75 метров.
- В рамках Чемпионата России действуют иные правила.

Победителем суперспринта становится биатлонист, который займёт 1 место в финальной части соревнований.
Очки в Кубок наций начисляются по итогам квалификационных соревнований, в личный зачет — по итогам финала, а также 31-40 мест в квалификации.